# Hummelshain
Hummelshain település Németországban, azon belül Türingiában. Lakosainak száma 603 fő (2023. december 31.).

## Népesség
A település népességének változása:
| Lakosok száma | 609  | 599  | 618  | 599  | 603  |
|               | 2017 | 2019 | 2021 | 2022 | 2023 |